# 29 de dezembro
29 de dezembro é o 363.º dia do ano no calendário gregoriano (364.º em anos bissextos). Faltam 2 dias para acabar o ano.

## Eventos históricos

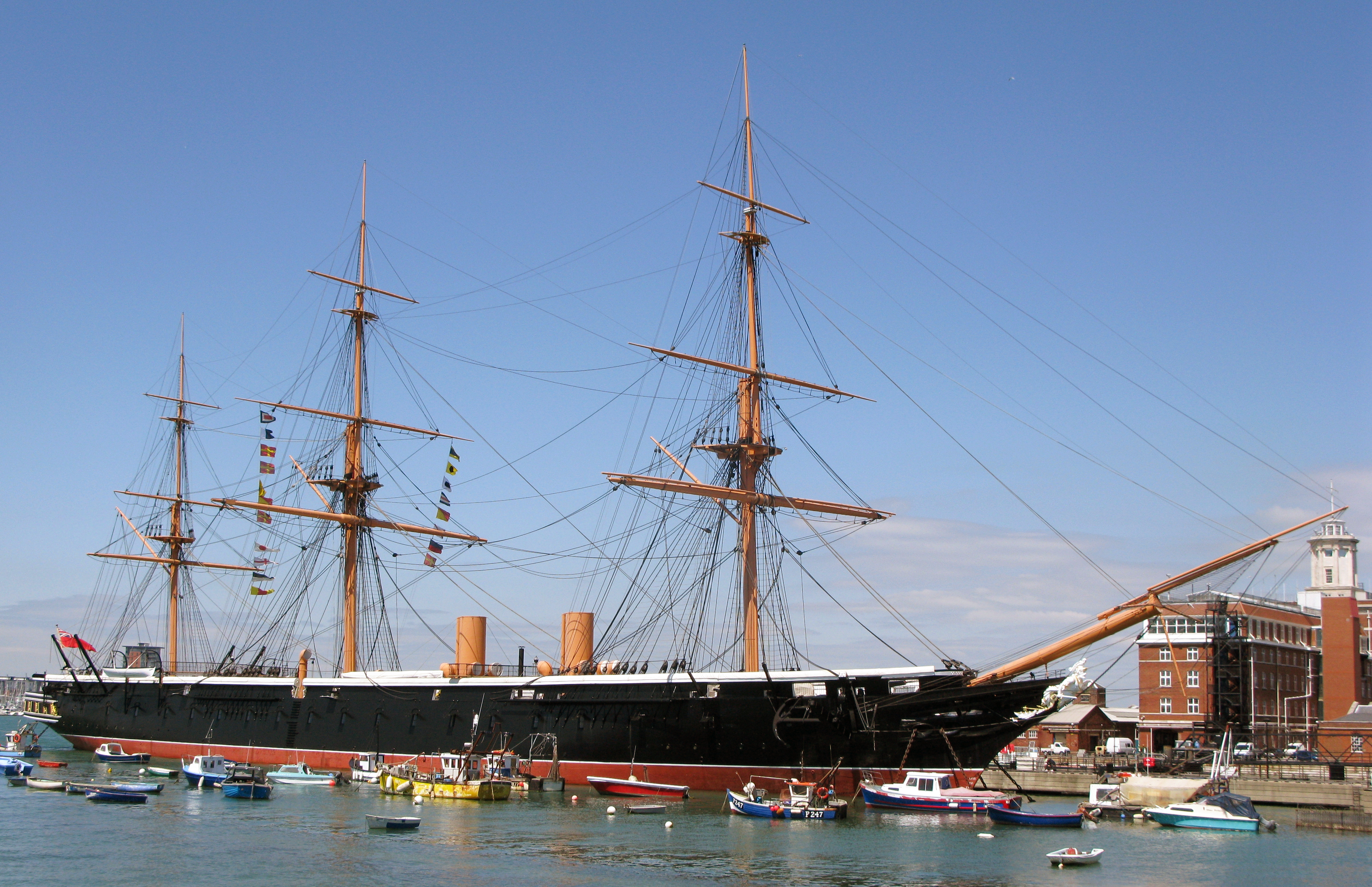
1860: O HMS Warrior

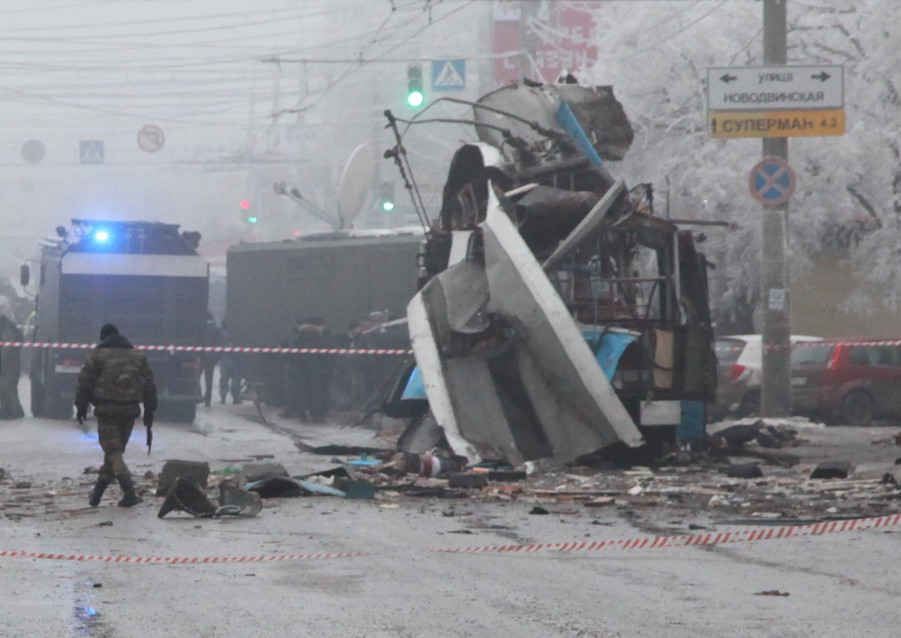
2013: Atentados de Volgogrado

- 0534 — Entra em vigor Codex repetitae praelectionis, uma atualização do Digesto.
- 0875 — O rei Carlos II de França é coroado imperador do Sacro Império Romano-Germânico.
- 1170 — Thomas Becket, arcebispo de Cantuária, é assassinado dentro da Catedral de Cantuária pelos seguidores do rei Henrique II; posteriormente se tornaria santo e mártir na Comunhão Anglicana e na Igreja Católica.
- 1503 — A Batalha de Garigliano foi travada entre um exército espanhol comandado por Gonzalo Fernández de Córdoba e um exército francês comandado por Ludovico II, marquês de Saluzzo.[1]
- 1607 — De acordo com John Smith, Pocahontas, filha do líder Powhatan Wahunsenacawh, implora com sucesso por sua vida depois que líderes tribais tentam executá-lo.[2]
- 1812 — USS Constitution, sob o comando do capitão William Bainbridge, captura o HMS Java na costa do Brasil após uma batalha de três horas.[3]
- 1821 — A Gazeta do Rio de Janeiro passa a se chamar Gazeta do Rio.
- 1845 — Os Estados Unidos anexam a República do Texas.[4]
- 1860 — O lançamento do HMS Warrior, com sua combinação de hélice, casco de ferro e armadura de ferro, torna obsoletos todos os navios de guerra anteriores.
- 1864
  - Forças paraguaias combatem os homens comandados por Antônio João Ribeiro no Forte Dourados durante a Guerra do Paraguai.
  - É fundado em Lisboa o Diário de Notícias, mais antigo jornal diário português.
- 1874 — O golpe militar do general Martínez Campos em Sagunto encerra a fracassada Primeira República Espanhola e a monarquia é restaurada quando o príncipe Afonso é proclamado rei da Espanha.
- 1891 — Thomas Edison patenteia o rádio.
- 1902 — Criação do Ministério da Agricultura, Pecuária e Abastecimento no Brasil.
- 1911 — A Mongólia obtém independência da dinastia Chingue, entronando o 9.º Jebetsundamba Cutuguetu como grão cã da Mongólia.
- 1913
  - Guerra do Contestado: o governo brasileiro monta uma Força Pública Catarinense de 200 homens para se dirigir àquela região.
  - Cecil B. DeMille começa a filmar o primeiro longa-metragem de Hollywood, The Squaw Man.[5]
- 1930 — O discurso presidencial de Muhammad Iqbal em Allahabad apresenta a Teoria das Duas Nações e esboça uma visão para a criação do Paquistão.
- 1934 — O Japão renuncia ao Tratado Naval de Washington de 1922 e ao Tratado Naval de Londres de 1930.[6]
- 1937 — O Estado Livre Irlandês é substituído por um novo Estado chamado Irlanda, com a adoção de uma nova constituição.
- 1940 — No segundo grande incêndio de Londres, a Luftwaffe bombardeia Londres, Inglaterra, matando quase 200 civis durante a Segunda Guerra Mundial. Os incêndios iniciados pelo ataque incluíram uma bomba incendiária que quebrou a cúpula da Catedral de São Paulo.[7]
- 1959 — Inaugurado o Metropolitano de Lisboa.
- 1965 — Uma comissão executiva foi formada para cuidar o projeto definitivo de construção de uma ponte ligando as cidades de Rio de Janeiro e Niterói.
- 1972 — O voo Eastern Air Lines 401 (um Lockheed L-1011 TriStar) cai no Everglades ao se aproximar do Aeroporto Internacional de Miami, na Flórida, matando 101 das 176 pessoas a bordo.
- 1987 — Massacre de São Bonifácio, em Marabá, Pará, Brasil.
- 1989
  - O escritor, filósofo e dissidente tcheco Václav Havel é eleito o primeiro presidente pós-comunista da Tchecoslováquia.[8]
  - O Nikkei 225 para a Bolsa de Valores de Tóquio atinge sua máxima histórica de 38 957,44 e fechando em alta em 38 915,87, servindo como o ápice da bolha japonesa de preços de ativos.[9]
- 1992
  - Fernando Collor de Mello, presidente do Brasil, tenta renunciar em meio a acusações de corrupção, mas sofre impeachment.[10]
  - Itamar Franco toma posse como o 33° presidente da República do Brasil.
- 1996 — Guatemala e líderes da Unidade Revolucionária Nacional Guatemalteca assinam um acordo de paz que encerra uma guerra civil de 36 anos.
- 1998 — Líderes do Khmer Vermelho pedem desculpas pelo genocídio cambojano que ceifou mais de um milhão de vidas.[11]
- 2003 — O último falante conhecido da Língua lapônica de Acala morre, tornando a língua extinta.[12]
- 2006 — O Reino Unido liquida seu empréstimo anglo-americano, dívida de empréstimo pós-Segunda Guerra Mundial.[13]
- 2013
  - Um ataque suicida na estação ferroviária de Volgogrado-1, na cidade russa de Volgogrado, no sul da Rússia, mata pelo menos 18 pessoas e fere outras 40.
  - O heptacampeão de Fórmula 1 Michael Schumacher sofre um grave ferimento na cabeça enquanto esquiava nos Alpes franceses.[14]
- 2020 — Uma grande explosão no aeroporto da cidade de Adem, no sul do Iêmen, mata pelo menos 22 pessoas e fere 50.[15]
- 2022 — Morre Pelé, aos 82 anos de idade, vitimado por um câncer de cólon.[16]
- 2024 — Voo Jeju Air 2216 cai no Aeroporto Internacional de Muan, na Coreia do Sul, matando 179 pessoas.

## Nascimentos

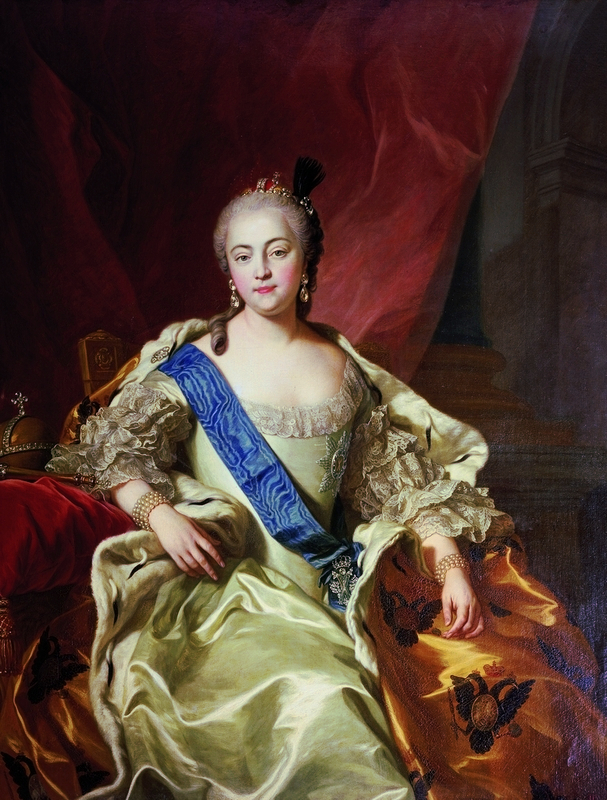
Isabel da Rússia

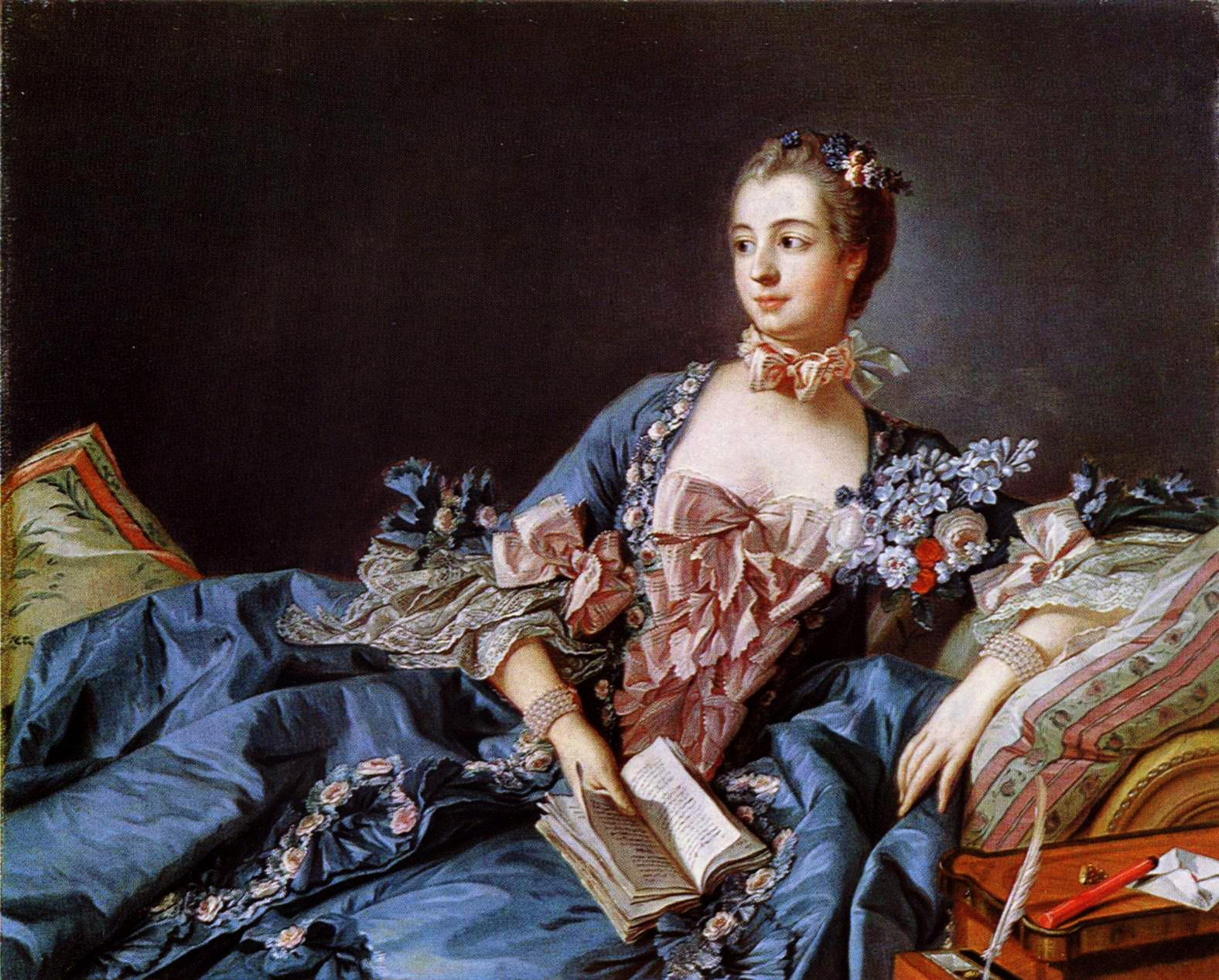
Madame de Pompadour

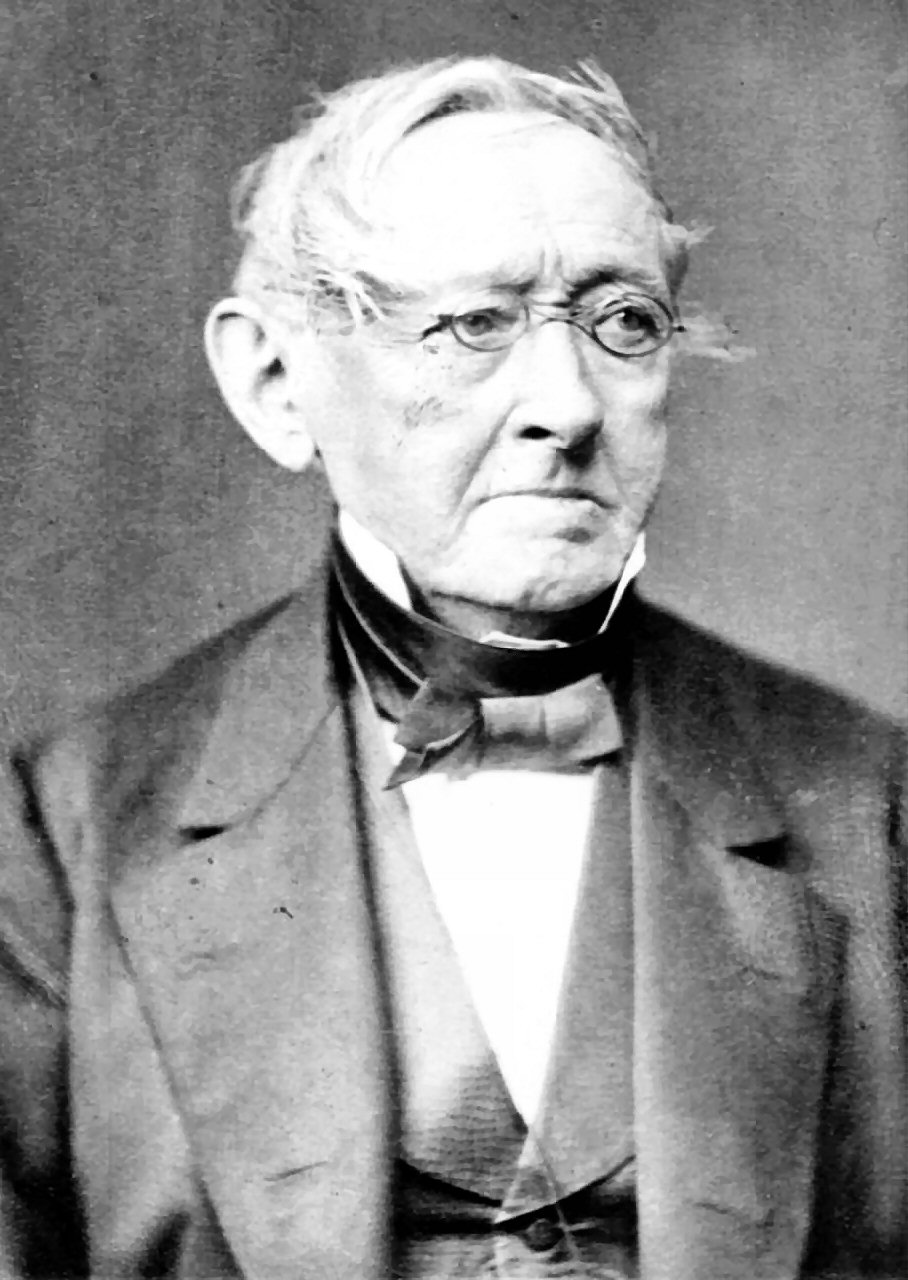
Johann Christian Poggendorff

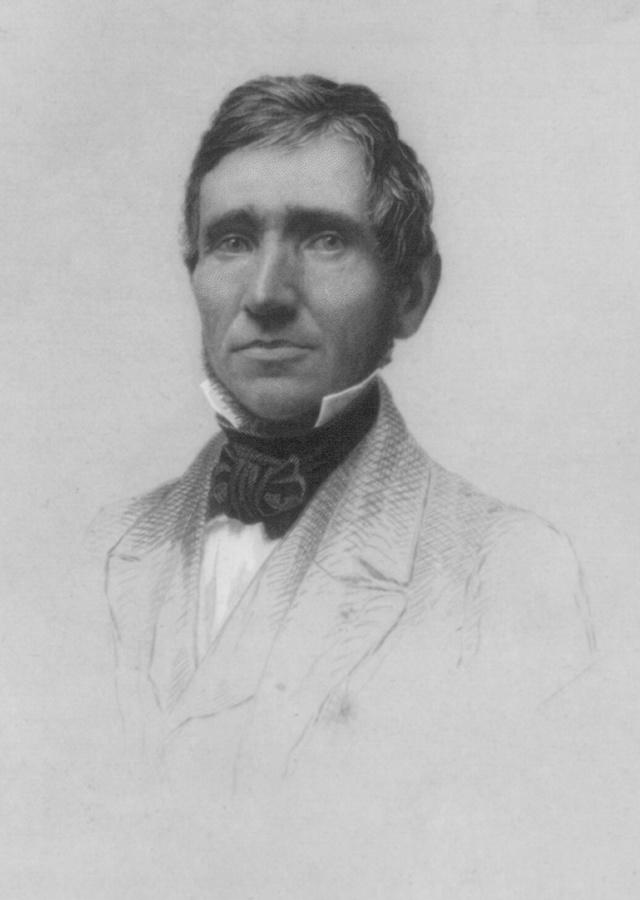
Charles Goodyear

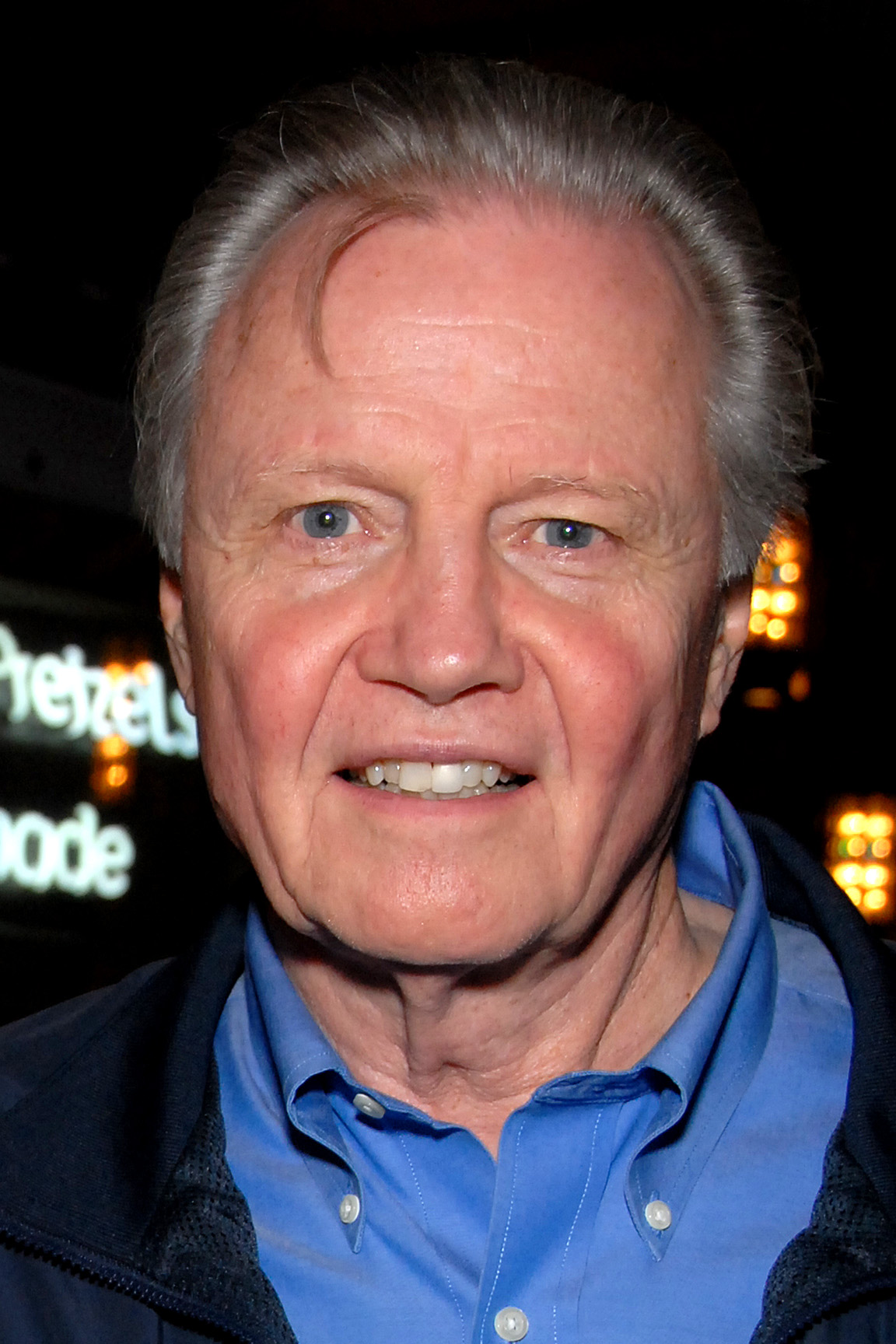
Jon Voight

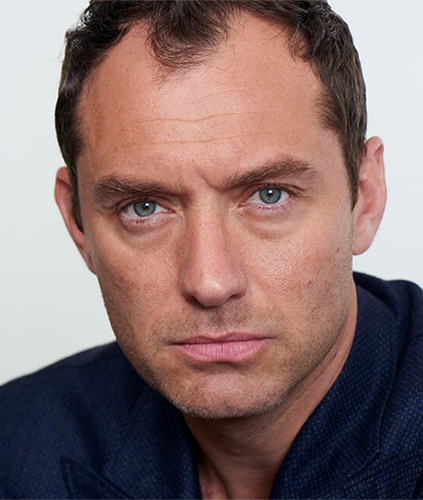
Jude Law

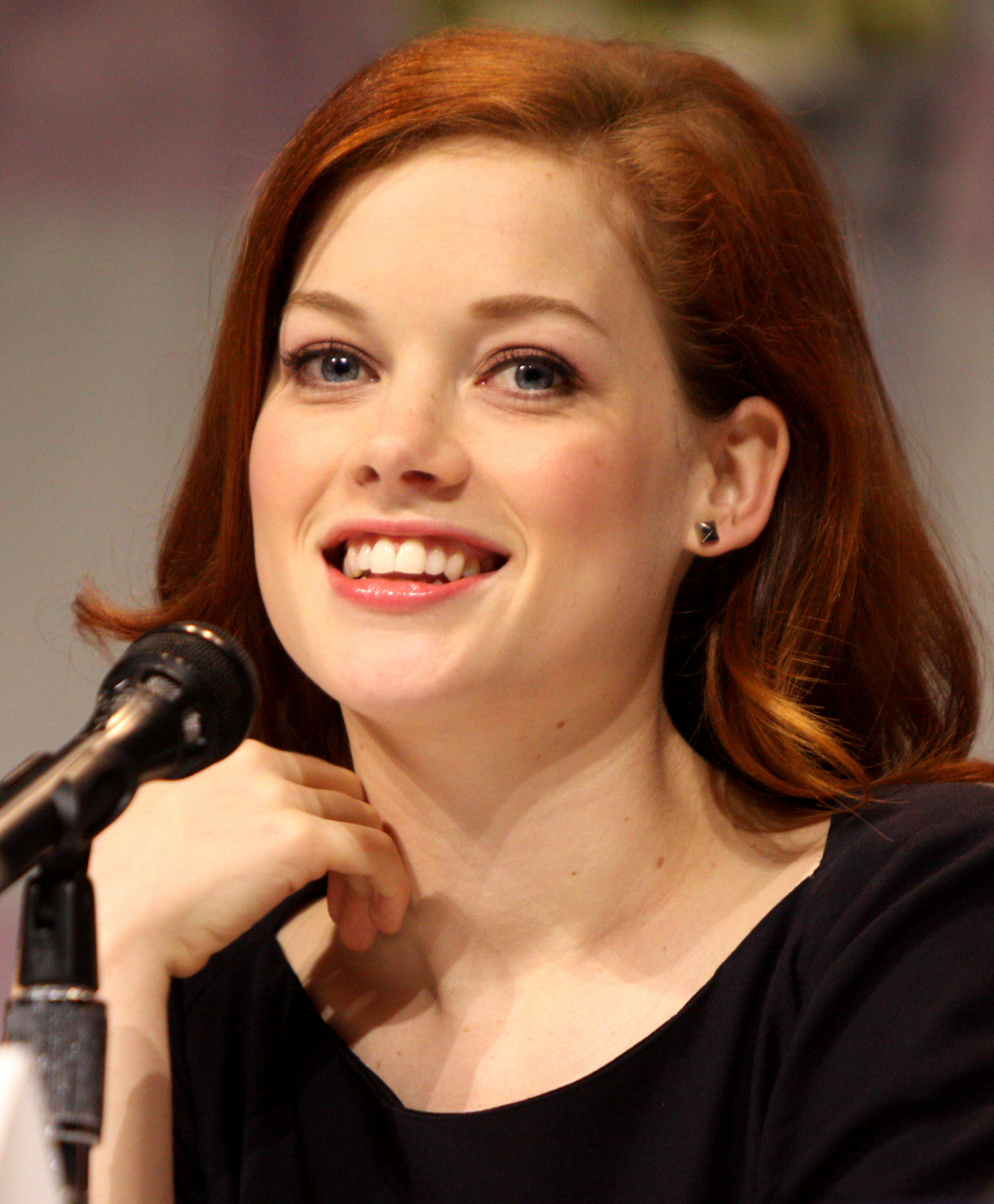
Jane Levy

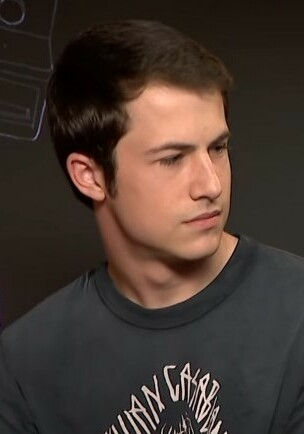
Dylan Minnette

### Anteriores ao século XIX
- 1709 — Isabel da Rússia (m. 1762).
- 1721 — Madame de Pompadour (m. 1764).
- 1737 — Elizabeth Herbert, Condessa de Pembroke e Montgomery (m. 1831).
- 1778 — Friedrich Ast, filólogo clássico e filósofo alemão (m. 1841).
- 1792 — Archibald Alison, advogado e historiador britânico (m. 1867).
- 1796 — Johann Christian Poggendorff, físico alemão (m. 1877).
- 1800 — Charles Goodyear, inventor estadunidense (m. 1860).

### Século XIX
- 1808 — Andrew Johnson, político norte-americano (m. 1875).
- 1816 — Carl Ludwig, fisiologista alemão (m. 1895).
- 1843 — Isabel de Wied, rainha consorte da Romênia (m. 1916).
- 1859 — Venustiano Carranza, político e militar mexicano (m. 1920).
- 1876 — Pau Casals, violoncelista e compositor espanhol (m. 1973).
- 1879 — Clodomir Cardoso, político e jornalista brasileiro (m. 1953).
- 1888 — Gustavo Barroso, escritor brasileiro (m. 1958).
- 1891 — George Marshall, cineasta estadunidense (m. 1975).
- 1896 — David Alfaro Siqueiros, pintor mexicano (m. 1974).
- 1900 — Osvaldo Orico, escritor brasileiro (m. 1981).

### Século XX

#### 1901–1950
- 1901 — Jáder Moreira de Carvalho, escritor brasileiro (m. 1985).
- 1910 — Ronald Coase, economista britânico (m. 2013).
- 1922 — William Gaddis, escritor estadunidense (m. 1998).
- 1927 — Canarinho, humorista brasileiro (m. 2014).
- 1931 — Rebecca Pan, cantora e atriz chinesa.
- 1936 — Mary Tyler Moore, atriz norte-americana (m. 2017).
- 1937
  - Maumoon Abdul Gayoom, político maldivo.
  - Barbara Steele, atriz e produtora britânica.
- 1938
  - Bart Berman, pianista e compositor neerlando-israelense.
  - Jon Voight, ator estadunidense.
- 1940 — Néstor Combin, ex-futebolista argentino.
- 1942 — Rajesh Khanna, ator, produtor de cinema e político indiano (m. 2012).
- 1943
  - Roger Whitfield, ex-ciclista britânico.
  - Hanja Maij-Weggen, política neerlandesa.
- 1944
  - Gilbert Adair, escritor escocês (m. 2011).
  - Norberto Madurga, futebolista argentino.
- 1946 — Marianne Faithfull, cantora, compositora e atriz norte-americana.
- 1947
  - Ted Danson, ator estadunidense.
  - Cozy Powell, baterista britânico (m. 1998).
- 1949 — Isaltino Morais, jurista e político português.
- 1950 — Joseph Kono, ex-ciclista olímpico camaronês.

#### 1951–2000
- 1951
  - Hilary Green, ex-patinadora artística britânica.
  - João Nunes dos Santos, pastor brasileiro.
- 1953 — Carlos Neder, médico e político brasileiro  (m. 2021).
- 1954 — Takamado, príncipe japonês (m. 2002).
- 1955
  - Pavel Složil, ex-tenista tcheco.
  - Cristina Mutarelli, atriz brasileira.
- 1956
  - Christine Errath, patinadora artística alemã.
  - José Carlos Aragão, escritor e desenhista brasileiro.
- 1957 — Bruce Beutler, imunologista americano.
- 1958 — Lakhdar Belloumi, ex-futebolista argelino.
- 1959 — Patricia Clarkson, atriz norte-americana.
- 1960 — Thomas Lubanga, militar congolês.
- 1961 — Jim Reid, músico escocês.
- 1962
  - Wynton Rufer, ex-futebolista neozelandês.
  - Jeremias Ferens, religioso brasileiro.
- 1963 — Mauricinho, ex-futebolista brasileiro.
- 1964 — Leo Oliveira, apresentador de TV, radialista e político brasileiro.
- 1965
  - Dexter Holland, músico, empresário e biólogo estadunidense.
  - William Naraine, cantor britânico.
- 1966 — Chris Barnes, cantor norte-americano.
- 1967 — Evan Seinfeld, ator norte-americano.
- 1968
  - Georges Lignon, ex-futebolista marfinense.
  - Alessandro Gramigni, ex-motociclista italiano.
  - Li Bun-hui, ex-mesa-tenista norte-coreana.
- 1969
  - Allan McNish, ex-automobilista britânico.
  - Jennifer Ehle, atriz norte-americana.
- 1970
  - Hidetoshi Mitsusada, ex-automobilista japonês.
  - Kevin Weisman, ator norte-americano.
  - Enrico Chiesa, ex-futebolista italiano.
- 1971 — Niclas Alexandersson, ex-futebolista sueco.
- 1972
  - Jude Law, ator britânico.
  - Jaromír Blažek, futebolista tcheco.
- 1973 — Musa Otieno, futebolista queniano.
- 1974
  - Mekhi Phifer, ator norte-americano.
  - Tomasz Bobel, futebolista polonês.
  - Pape Malick Diop, ex-futebolista senegalês.
  - Dagmar Damková, árbitra de futebol tcheca.
- 1975 — Shawn Hatosy, ator estadunidense.
- 1976 — Danny McBride, ator estadunidense.
- 1977
  - Tuomo Könönen, futebolista finlandês.
  - Katherine Moennig, atriz norte-americana.
- 1978
  - Alexis Amore, atriz peruana.
  - Victor Agali, futebolista nigeriano.
  - Kieron Dyer, ex-futebolista britânico.
- 1979 — Diego Luna, ator mexicano.
- 1980 — Corrêa, futebolista brasileiro.
- 1981
  - Vjatšeslav Zahovaiko, futebolista estoniano.
  - Shizuka Arakawa, patinadora japonesa.
- 1982
  - Alison Brie, atriz norte-americana.
  - Marko Baša, futebolista montenegrino.
- 1983 — Jessica Andrews, cantora norte-americana.
- 1984 — Gionata Mingozzi, futebolista italiano (m. 2008).
- 1985 — Alexa Ray Joel, cantora e pianista norte-americana.
- 1986 — Colin Brittain, compositor e músico americano.
- 1987 — João Pedro, futebolista português.
- 1988
  - Ágnes Szávay, tenista húngara.
  - Lynn Styles, atriz irlandesa.
- 1989
  - Renan Oliveira, futebolista brasileiro.
  - Jane Levy, atriz norte-americana.
  - Kei Nishikori, tenista japonês.
- 1990 — Sofiane Hanni, futebolista Argelino.
- 1991 — Steven Caulker, futebolista inglês.
- 1992 — Mislav Oršić, jogador de futebol croata.
- 1993 — Chloe Kohanski, cantora norte-americana.
- 1994
  - Lennard Hofstede, ciclista neerlandês.
  - Letícia Salles, atriz e modelo brasileira.
- 1995 — Ross Lynch, ator, cantor e dançarino norte-americano.
- 1996
  - Dylan Minnette, ator norte-americano.
  - Sana Minatozaki, cantora japonesa.
- 1998 — Victor Osimhen, futebolista nigeriano.
- 1999 — Andreas Skov Olsen, futebolista dinamarquês.
- 2000 — Orkun Kökçü, futebolista holandês.

### Século XXI
- 2001 — Gilson Tavares, futebolista cabo-verdiano.

## Mortes

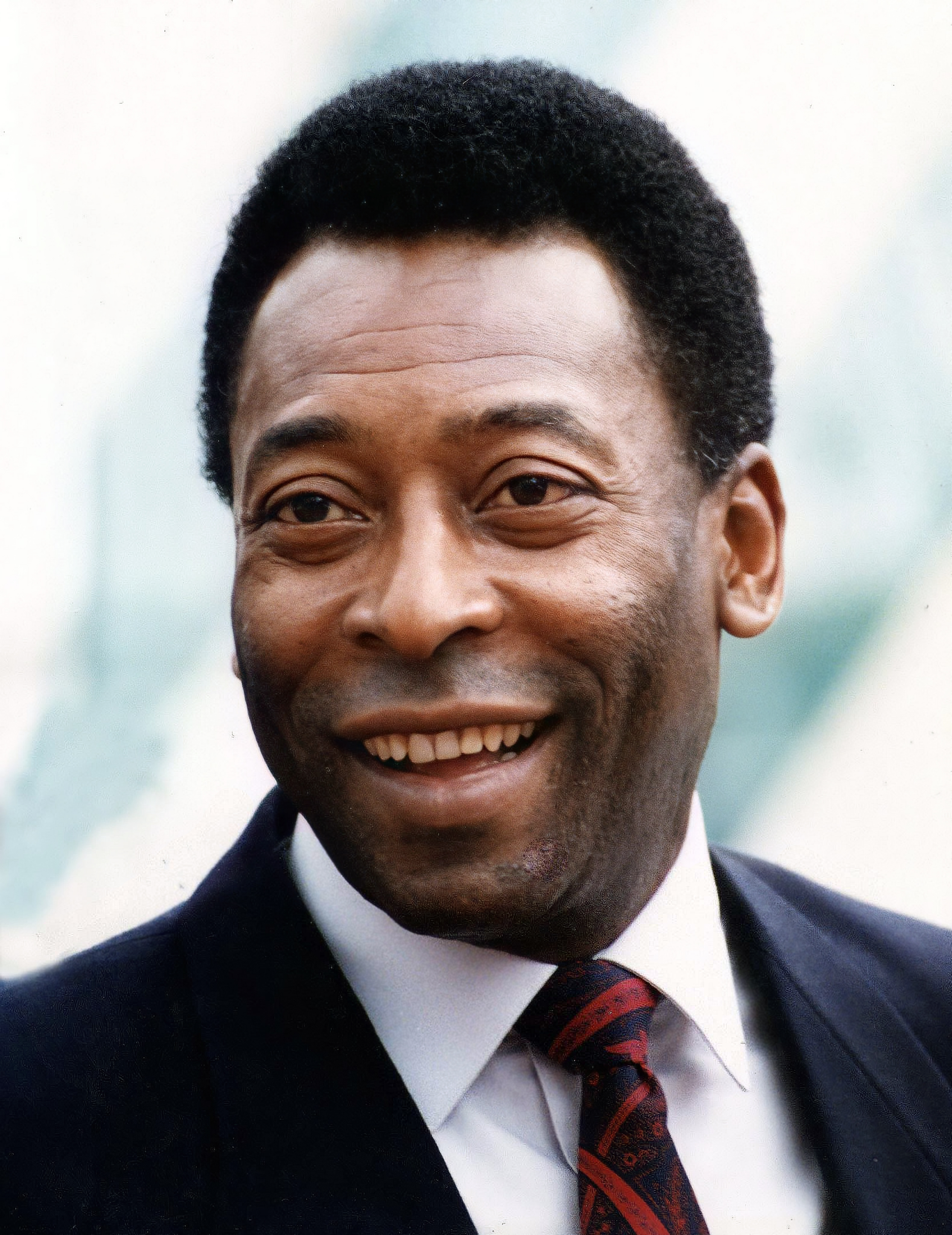
Pelé

### Anteriores ao século XIX
- 1126 — Vulfilda da Saxônia, duquesa da Baviera (n. 1075).
- 1170 — Tomás Becket, arcebispo, chanceler e santo inglês (n. 1118).
- 1380 — Isabel da Polônia, rainha da Hungria e regente da Polônia (n. 1305).
- 1765 — Frederico da Grã-Bretanha (n. 1750).
- 1790 — Maria Teresa Cybo-Malaspina, duquesa de Massa e Carrara (n. 1725).

### Século XIX
- 1860 — Romualdo Antônio de Seixas, bispo católico e político brasileiro (n. 1787).
- 1862 — François Nicholas Madeleine Morlot, cardeal francês (n. 1795).
- 1891 — Leopold Kronecker, matemático alemão (n. 1823).
- 1893 — Adolf Jellinek, rabino e erudito austríaco (n. 1821).

### Século XX
- 1919 — William Osler, físico canadense (n. 1849).
- 1926 — Rainer Maria Rilke, poeta austríaco (n. 1875).
- 1928 — Adele Zay, professora, feminista e pedagoga húngara (n. 1848).
- 1965 — Kosaku Yamada, compositor japonês (n. 1886).
- 1973 — Otello Zeloni, ator e humorista ítalo-brasileiro (n. 1921).
- 1980 — Tim Hardin, compositor e cantor norte-americano (n. 1941).
- 1988 — Mike Beuttler, automobilista egípcio (n. 1940).
- 1991 — Tony Strobl, animador e desenhista norte-americano (n. 1915).
- 1995 — Lita Grey, atriz norte-americana (n. 1908).
- 1998 — Don Taylor, ator norte-americano (n. 1920).

### Século XXI
- 2001 — Cássia Eller, cantora e violonista brasileira (n. 1962).
- 2004 — Julius Axelrod, bioquímico estadunidense (n. 1912).
- 2008
  - Freddie Hubbard, trompetista estadunidense (n. 1938).
  - Ted Lapidus, estilista francês (n. 1929).
- 2010 — Eduardo Azevedo Soares, político português (n. 1941).
- 2012
  - Paulo Rocha, cineasta português (n. 1935).
- Alexandra Akimova, aviadora russa (n. 1922).
  - Salvador Reyes, futebolista mexicano (n. 1936).
- 2013 — Wojciech Kilar, compositor clássico polonês (n. 1932).
- 2014 — Odd Iversen, jogador de futebol norueguês (n. 1945).
- 2015 — Pavel Srníček, futebolista tcheco (n. 1968).
- 2017 — José Louzeiro, escritor brasileiro (n. 1932)
- 2019 — Hilda Rebello, atriz brasileira (n. 1924).
- 2020 — Pierre Cardin, estilista francês (n. 1922).
- 2021 — Maurílio Delmont, cantor e compositor brasileiro (n. 1993).
- 2022
  - Pelé, futebolista brasileiro (n. 1940).
  - Vivienne Westwood, estilista britânica (n. 1941).
- 2023 — Gil de Ferran, piloto e dirigente esportivo franco-brasileiro (n. 1967).
- 2024
  - Jimmy Carter, político estadunidense (n. 1924).
  - Linda Lavin, atriz estadunidense (n. 1937).

## Feriados e eventos cíclicos
- O 5º dia de Natal no Cristianismo Ocidental

### Brasil
- Aniversário de emancipação política do Município de Cortês-Pernambuco.
- Aniversário do município de Santo Antônio do Tauá, PA
- Feriado municipal em São Bonifácio (Santa Catarina) — Aniversário da cidade.
- Feriado municipal em Dom Pedro de Alcântara (Rio Grande do Sul) — Aniversário da cidade.
- Feriado Municipal em Santa Cruz do Capibaribe (Pernambuco) — Aniversário da cidade.
- Feriado Municipal em Tocos do Moji (Minas Gerais) - Aniversário da cidade.

### Cristianismo
- 5º dia de Natal
- David
- Tomás Becket

## Outros calendários
- No calendário romano era o 4.º dia (IV) antes das Calendas de Janeiro.
- No calendário litúrgico tem a letra dominical F para o dia da semana.
- No calendário gregoriano a epacta do dia é xxii.